# Frances Fitzgerald
Frances Fitzgerald, irl. Proinséas Nic Gearailt (ur. 1 sierpnia 1950 w Croom) – irlandzka polityk, senator i posłanka do Dáil Éireann, minister w rządach Endy Kenny’ego oraz Leo Varadkara, od 2016 do 2017 także tánaiste, deputowana do Parlamentu Europejskiego IX kadencji.

## Życiorys
Kształciła się w szkole średniej dla dziewcząt Dominican College Sion Hill, następnie studiowała na University College Dublin oraz w London School of Economics. Była zatrudniona jako pracownik społeczny. Od 1989 do 1992 przewodniczyła irlandzkiej krajowej radzie kobiet (NWCI). Była też przewodniczącą kobiecego stowarzyszenia Women’s Political Association.
Zaangażowała się w działalność polityczną w ramach Fine Gael. W 1992 i 1997 była wybierana do Dáil Éireann w okręgu Dublin South East. Od 1999 do 2004 zasiadała w dublińskiej radzie miasta. W 2002 nie uzyskała poselskiej reelekcji. W 2007 weszła w skład Seanad Éireann jako przedstawiciel panelu administracyjnego, była przewodniczącą frakcji senackiej Fine Gael. W wyniku wyborów w 2011 powróciła w skład niższej izby irlandzkiego parlamentu, a w 2016 z powodzeniem ubiegała się o reelekcję.
W marcu 2011 dołączyła do rządu Endy Kenny’ego jako minister ds. dzieci i młodzieży. W maju 2014 przeszła na stanowisko ministra sprawiedliwości i równouprawnienia. W maju 2016 w drugim gabinecie dotychczasowego premiera pozostała na tym urzędzie, dodatkowo powierzono jej funkcję wicepremiera. W utworzonym w czerwcu 2017 rządzie Leo Varadkara pozostała wicepremierem, została w nim również ministrem ds. przedsiębiorczości i innowacji. W listopadzie 2017 ustąpiła ze stanowiska, co wiązało się z ujawnieniem nowych dokumentów dotyczących sprawy od momentu ujawnienia nowych dokumentów na temat sprawy sygnalisty opisującego korupcję w policji w okresie, gdy polityk pełniła funkcję ministra sprawiedliwości. Zakończone w 2018 postępowanie nie wykazało, by polityk dopuściła się jakichkolwiek uchybień.
W 2019 Frances Fitzgerald uzyskała w okręgu stołecznym mandat posłanki do Parlamentu Europejskiego IX kadencji.